# Alina Jägerstedt
Alina Josefina Rosalie Jägerstedt, född 3 juni 1858 i Katarina församling, död 3 november 1919 i Gustav Vasa församling i Stockholm, var en svensk socialdemokrat. Alina Jägerstedt var det enda kvinnliga ombudet vid den kongress där det socialdemokratiska partiet bildades år 1889.  Alina Jägerstedt arbetade inom tobaksindustrin. Hon närvarade vid kongressen som ombud för Skandinaviska Tobaksarbetarförbundet. Tack vare den motion hon lämnade in om kvinnornas mobilisering för partiet, innefattades båda könen i partiet redan från början.  

## Biografi
Alina Jägerstedt var dotter till polisen Anders Johan Jägerstedt. Hennes far dog några månader innan hon föddes. Modern, som var sömmerska, kunde i längden inte klara familjens försörjning, så två av hennes tre bröder togs in på barnhem och återkom aldrig hem. Själv började hon arbeta som tolvåring. I tjugoårsåldern fick hon en dotter, Ester, med en man som försvann ur bilden. Hon svarade sedan själv för försörjningen av både dottern och sin sjukliga mor.  
Tobaksindustrin skilde sig från andra kvinnodominerade industrier genom att en hög andel kvinnor fanns också i de mer kvalificerade arbetsuppgifterna. Det påverkade även den fackliga verksamheten. Kvinnorna var med från början, inte bara i fackföreningen utan också i styrelsen.
Alina Jägerstedt gick med redan när föreningen bildades 1884, och ingick i styrelsen – och olika kommittéer – under 1880- och 1890-talet. En period var hon vice ordförande i Tobaksindustriarbetareförbundets Stockholmsavdelning. När Stockholms Allmänna Kvinnoklubb bildades 1892 blev hon också medlem där. Hon var ombud vid Tobaksindustriarbetareförbundets kongress 1906.
Hon var det enda kvinnliga ombudet vid den kongress där det socialdemokratiska partiet bildade, 1889.
År 1906 blev hon, enligt tidningen Morgonbris, ”säkerligen den första arbetarkvinna som erhållit kommunalt uppdrag” när hon utsågs till ledamot av den kommunala arbetsförmedlingens styrelse i Stockholm. Jägerstedt blev 1913 vald som ordinarie ledamot för 15:e distriktet i Stockholms pensionsnämnd. Hon var ledamot av styrelsen för den kommunala arbetsförmedlingen 1906–1916, och av den kommunala pensionsnämnden 1913–1916. 
När tobaksindustrin förstatligades 1915 var hon en av de fackliga företrädare som förhandlade om de ekonomiska ersättningarna till dem som avskedades. Alina Jägerstedt lämnade själv tobaksindustrin i samband med förstatligandet. De sista åren av sitt liv drev hon tillsammans med dottern en tobakshandel i Vasastan i Stockholm.